# Matthew Rice
Matthew Rice (* 18. April 1979 in Launceston) ist ein ehemaliger australischer Radrennfahrer.
Matthew Rice begann seine Karriere 2004 bei dem australischen Radsportteam Cyclingnews.com-Down Under. Nach einem Jahr wechselte er zu dem US-amerikanischen Continental Team Jelly Belly. In seinem ersten Jahr dort wurde er Dritter beim Garrett Lemire Memorial Grand Prix. 2006 konnte er den Sea Otter Classic für sich entscheiden. Bei der Tour of Missouri 2007 belegte Rice den zehnten Rang in der Gesamtwertung.

## Palmarès
2006
- Sea Otter Classic

## Teams
- 2004 Cyclingnews.com-Down Under
- 2005 Jelly Belly-Pool Gel
- 2006 Jelly Belly Cycling Team
- 2007 Jelly Belly Cycling Team
- 2008 Jelly Belly Cycling Team
- 2009 Jelly Belly Cycling Team
- 2010 Bahati Foundation